# 孙珅
孙珅（1963年4月—），男，汉族，黑龙江肇东人，中华人民共和国政治人物，曾任黑龙江省人大常委会副主任，现任哈尔滨市政协主席。

## 简历
2007年2月，任黑龙江省信息产业厅厅长；2009年2月，任黑龙江省工业和信息化委员会主任；
2015年6月，任齐齐哈尔市长；2016年2月至2021年3月，任中共齐齐哈尔市委书记；
2018年1月，任黑龙江省人大常委会副主任；
2022年4月，任哈尔滨市政协主席。同年5月，辞去省人大常委会副主任职务。